# 佐倉統
佐倉 統（さくら おさむ、1960年8月13日 - ）は、日本の進化学者。東京大学教授。専門は進化学を中心とする科学史、科学技術社会論、サイエンスコミュニケーションに関する研究。
科学技術を人間の長い進化の視点から位置づけていくことを、興味の根本として挙げている。NHKの科学教育番組「サイエンスZERO」コメンテーターも務める。近年は脳神経倫理学や脳科学と社会の関係を中心に扱っている。東京大学科学技術インタープリター養成プログラムの教員も務めている。

## 略歴
- 東京都出身[1]。
- 1979年 - 東京都立日比谷高等学校卒業
- 1980年 - 東京大学文科三類入学 文学部心理学科へ進学（霊長類学、行動生態学を学ぶ）
- 1985年 - 京都大学大学院理学研究科入学（河合雅雄、杉山幸丸の下で霊長類学を学ぶ）
- 1990年 - 京都大学大学院理学研究科博士課程単位取得退学
- 1990年 - 三菱化成生命科学研究所博士研究員（環境倫理学を学ぶ）
- 1992年 - 博士論文「Reconsideration of the concept of group of animals（動物の集団という概念の再検討）」を京都大学へ提出し博士（理学）の学位を取得
- 1993年 - 横浜国立大学経営学部助教授
- 1995-1996年 - フライブルク大学情報社会研究所へ留学
- 2000年 - 東京大学大学院情報学環・学際情報学府助教授
- 2007年 - 同教授に昇格
- 2017年 - 理化学研究所革新知能統合研究センター(AIP) 科学技術と社会チーム チームリーダー[2]

## 著書
- 『現代思想としての環境問題 脳と遺伝子の共生』中公新書 1992
- 『動きはじめた人工生命』同文書院 1993
- 『フランケンシュタインの末裔たち 人工生命のワンダー・ワールド』日本経済新聞社 1995
- 『生命の見方』法蔵館 1995
- 『進化論の挑戦』角川選書 1997 のち文庫
- 『生命をめぐる冒険 進化・ミーム・コンピュータ』河出書房新社 1998
- 『わたしたちはどこから来てどこへ行くのか? 科学が語る人間の意味』ブロンズ新社 2000 のち中公文庫
- 『遺伝子vsミーム 教育・環境・民族対立』廣済堂出版 2001
- 『進化論という考えかた』講談社現代新書 2002
- 『知識ゼロからのダーウィン進化論入門』幻冬舎 2010
- 『科学の横道―サイエンス・マインドを探る12の対話』中公新書 2011
- 『「便利」は人を不幸にする』新潮選書 2013
- 『科学とはなにか 新しい科学論、いま必要な三つの視点』講談社 2020

### 共編著
- 『人工生命というシステム 複雑系解明の手がかり』北野宏明共著、雨宮正彦聞き手 ジャストシステム 1995
- 『未来の遺伝子 生命のはるかなる旅』編著 東京書籍 2002
- 『総合情報学』中島尚正,原島博共著 放送大学 2002
- 『科学書をめぐる100の冒険』田端到共著 本の雑誌社 2003
- 『佐倉統がよむ進化論のエッセンス』 トランスアート 2003
- 『生命科学者、現代を語る 時を越えて万里同符』澤口俊之,田沼靖一共著 裳華房 2005
- 『おはようからおやすみまでの科学』古田ゆかり,リビング・サイエンス・ラボ共著 ちくまプリマー新書 2006
- 『科学の横道 サイエンス・マインドを探る12の対話』編著 中公新書 2011
- 『脳の中の経済学』大竹文雄,田中沙織共著 ディスカヴァー携書 2012
- 『人と「機械」をつなぐデザイン』編 東京大学出版会 2015

### 翻訳
- クラウス・エメッカ『マシンの園 人工生命叙説』高木和夫,神成淳司,山本貴光共訳 産業図書 1998
- ロバート・アンジェ『ダーウィン文化論 科学としてのミーム』巌谷薫,鈴木崇史,坪井りん共訳 産業図書 2004
- F.John Odling-Smee,Kevin N.Laland,Marcus W.Feldman『ニッチ構築 忘れられていた進化過程』山下篤子,徳永幸彦共訳 共立出版 2007
- マイケル・ルース『ダーウィンとデザイン 進化に目的はあるのか?』土明文,矢島壮平共訳 共立出版 2008